# Прапрече (Загорє-об-Саві)
Прапрече (словен. Prapreče) — поселення в общині Загорє-об-Саві, Засавський регіон, Словенія. Висота над рівнем моря: 368,9 м.